# Трутовик зонтичный
Трутови́к зо́нтичный (лат. Polýporus umbellátus ранее Boletus umbellatus) — съедобный гриб из рода Polyporus семейства Polyporaceae. Входит в несистематическую (парафилетическую) группу трутовых грибов.

## Описание
Мелкие светло-серые или серые многочисленные шляпки округлой формы, расположены наподобие черепицы. Трубочки угловатые, белого или светло-жёлтого цвета, диаметром 1—3 мм. Основания ножек часто соединены. Основание — с псевдосклероциями, откуда развиваются отдельные плодовые тела. Мякоть плотная, белого или кремового цвета. Споровый порошок белый.

## Синонимы
- Boletus ramosissimus Scop., 1772
- Boletus ramosus Vahl, 1797
- Boletus umbellatus Pers., 1801
- Cerioporus umbellatus (Pers.) Quél., 1888
- Cladodendron umbellatum (Pers.) Lázaro Ibiza, 1916
- Cladomeris umbellata (Pers.) Quél., 1886
- Dendropolyporus umbellatus (Pers.) Jülich, 1982
- Fungus ramosissimus (Scop.) Paulet, 1793
- Grifola ramosissima (Scop.) Murrill, 1904
- Grifola umbellata (Pers.) Pilát, 1934
- Merisma umbellatum (Pers.) Gillet, 1878
- Pocillaria umbellata (Pers.) Kuntze, 1891
- Polypilus ramosissimus (Scop.) Bondartsev & Singer, 1941
- Polypilus umbellatus (Pers.) P. Karst., 1882
- Polyporus chuling Shirai, 1905
- Polyporus ramosissimus (Scop.) J. Schröt., 1889

Источник:

## Изображения

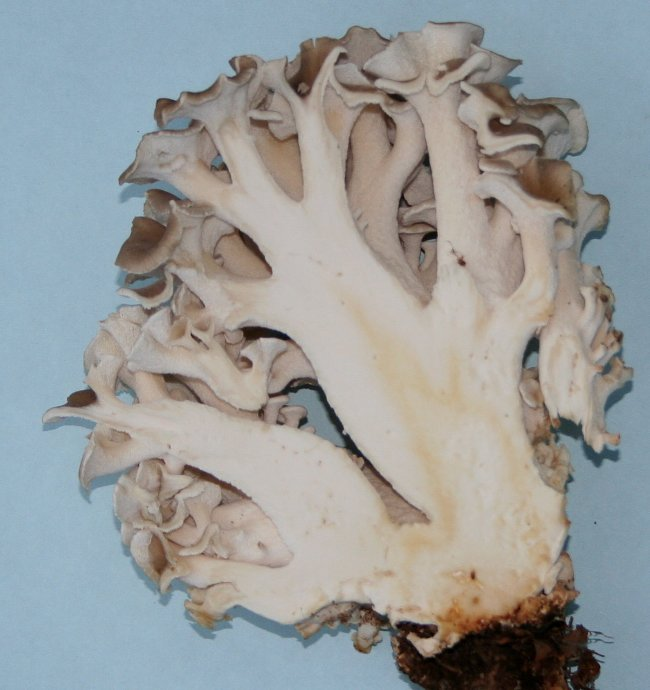
Плодовое тело в разрезе
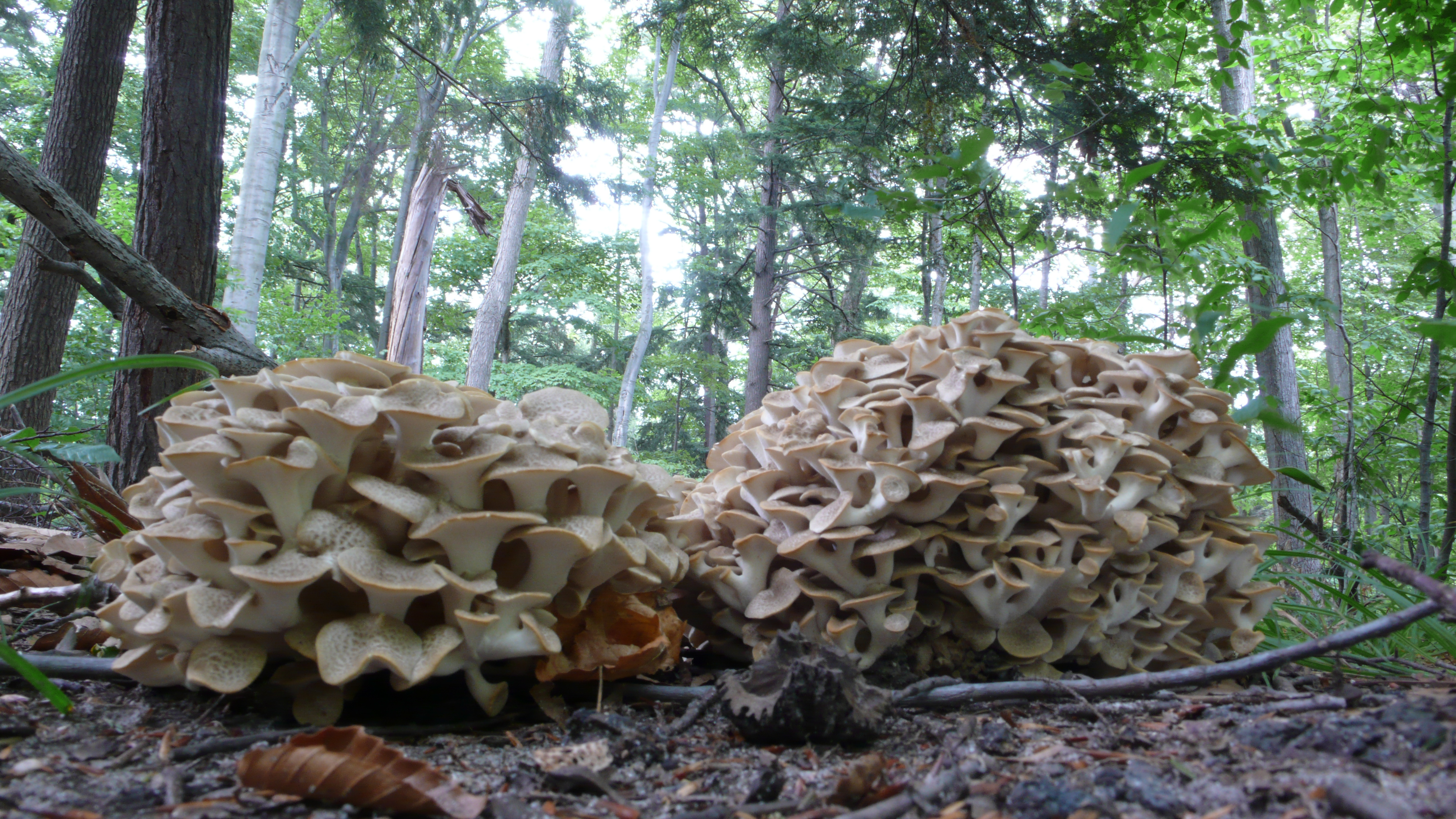
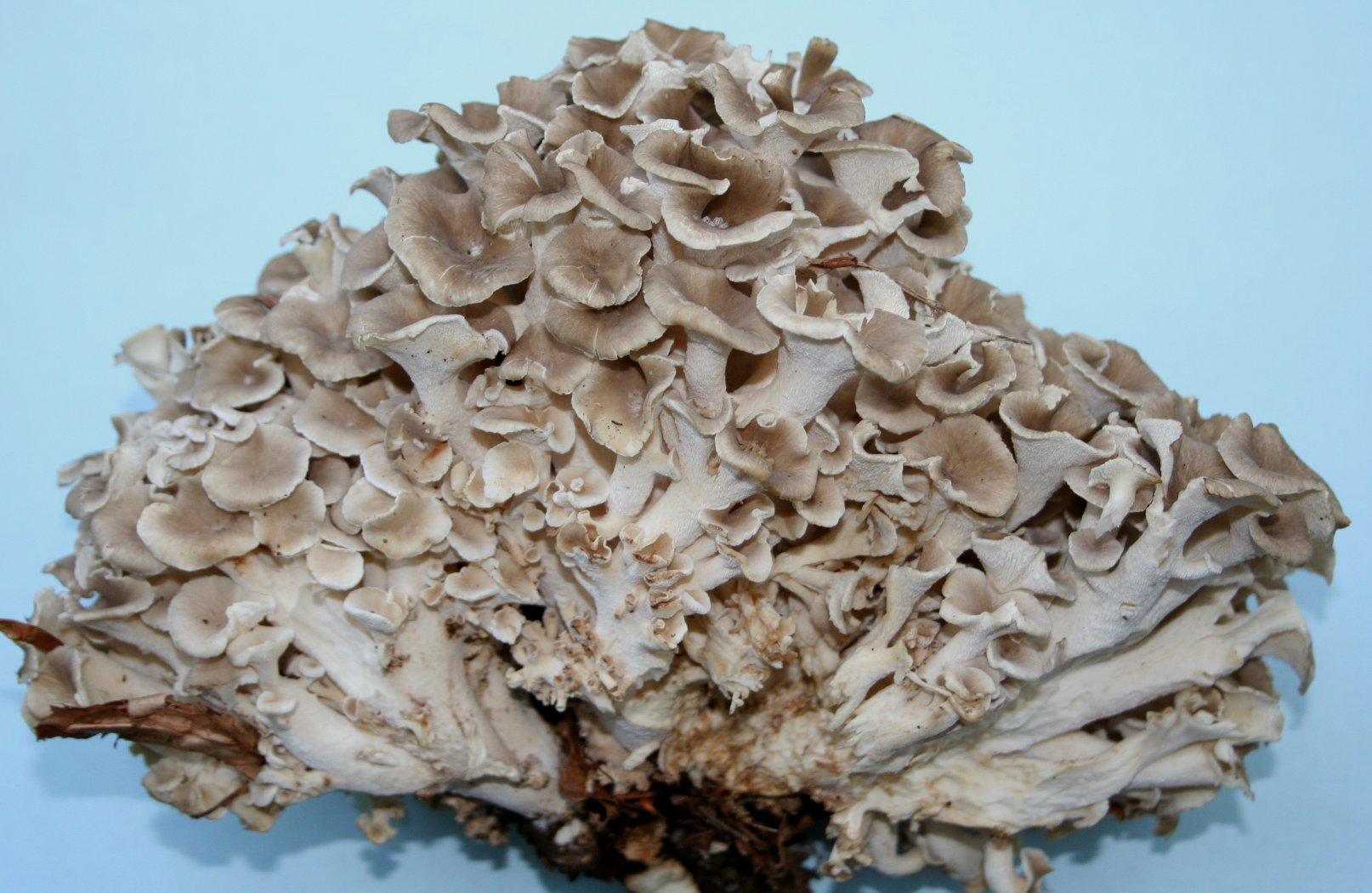
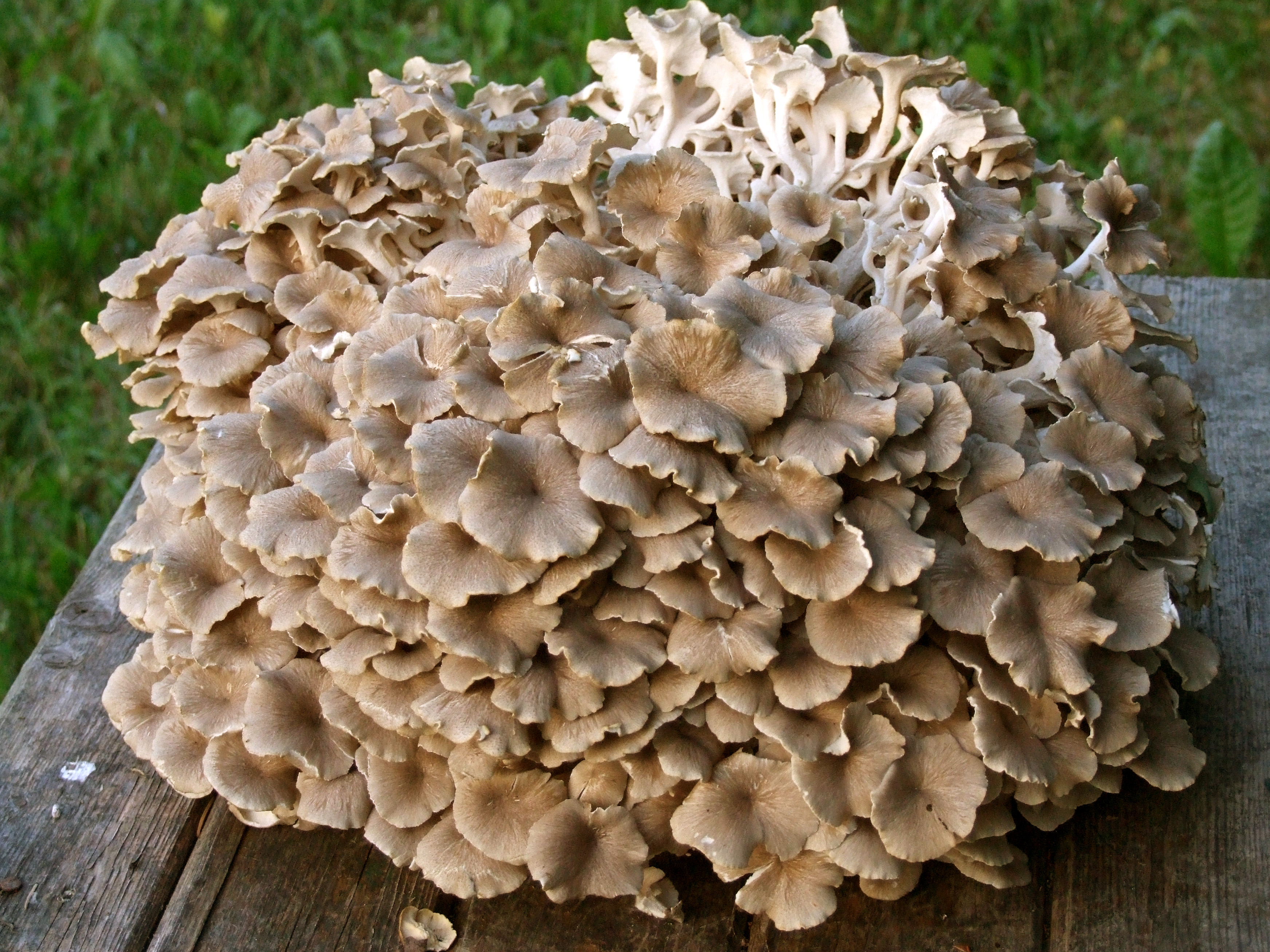

## Сходные виды
- Альбатреллус сливающийся (Albatrellus confluens)
- Трутовик настоящий (Fomes fomentarius)
- Трутовик разноцветный (Trametes versicolor)
- Трутовик клубненосный (Polyporus tuberaster)
- Трутовик ложный (Phellinus igniarius)
- Феолус Шве́йница (Phaeolus schweinitzii)